# 해럴드 가핑클
해럴드 가핑클(Harold Garfinkel, 1917년 10월 29일 ~ 2011년 4월 21일)은 미국의 사회학자이다. 《민속지학 연구》(Studies in Ethnomethodology, 1967)로 알려져 있으며, 민속지를 사회학의 연구 방법으로 발전시키고 정립하는데 공헌하였다.